# Bert Koenders
Pour les articles homonymes, voir Koenders.
Albert Gerard Koenders, dit Bert Koenders, né le 28 mai 1958 à Arnhem, est un homme politique, diplomate et professeur en relations internationales néerlandais. Membre du Parti travailliste, il est ministre des Affaires étrangères des Pays-Bas entre 2014 et 2017.

## Biographie
Koenders naît à Arnhem, où il grandit dans un environnement religieux réformé, et fait partie d'une équipe de scouts. Il fait ses études secondaires à Zwolle, où il se prépare au programme universitaire.
Après des études en relations internationales à l'université libre d'Amsterdam, Koenders poursuit à l'université Johns-Hopkins, à Bologne (Italie) et Washington, D.C. (États-Unis) de 1979 à 1981. Il est un temps professeur adjoint sur le campus de Leyde de la Webster University et professeur invité pour la prévention, la résolution et la reconstruction après un conflit, dans son ancienne université Johns-Hopkins.
Bert Koenders est adhérent au Parti travailliste (PvdA), aide à la Seconde Chambre des États généraux pour le parti de 1983 à 1993, sur les questions internationales. Il est ensuite employé comme fonctionnaire à la Commission européenne, administrateur des équipes de prévision politique à la direction des Affaires étrangères de 1995 à 1997, et directeur européen d'Action parlementaire globale. Suppléant du représentant Maarten van Traa, il doit démissionner ses fonctions européennes car ce dernier décède en 1997 lors d'un accident automobile. Il récupère donc son siège à la Seconde Chambre, qu'il conserve jusqu'en 2010. Il entre à la commission parlementaire des Affaires étrangères et de la Défense. Il fait également partie de la commission parlementaire extraordinaire sur le massacre de Srebrenica, de 2002 à 2003.
Il assume du 17 novembre 2006 au 19 février 2007 la présidence de l'Assemblée parlementaire de l'OTAN. Il démissionne de ce poste et de son siège de parlementaire le 22 février 2007, étant nommé ministre de la Coopération internationale et du Développement dans le cabinet Balkenende IV, fonction qu'il exerce jusqu'au 23 février 2010 et la rupture entre le PvdA et le reste des partis de coalition.
Ayant quitté le Parlement, Koenders est par la suite coprésident du groupe de travail du quatrième Forum de haut niveau sur l’efficacité de l’aide au développement de la Conférence de Busan, président de la Rutgers World Population Foundation et conseiller auprès des Nations unies.
Il est nommé chef de mission des Nations unies en Côte d'Ivoire en août 2011, puis chef de la MINUSMA le 25 avril 2013. Il revient aux Pays-Bas après avoir été nommé ministre des Affaires étrangères : il entre en fonction le 17 octobre 2014, succédant ainsi à Frans Timmermans dans le cabinet Rutte II.
Au nom de son gouvernement, il assure la présidence néerlandaise du Conseil de l'Union européenne en 2016.
Le 26 octobre 2017, il est remplacé par Halbe Zijlstra au poste de ministre des Affaires étrangères. 

## Points de vue

### Conflit israélo-palestinien

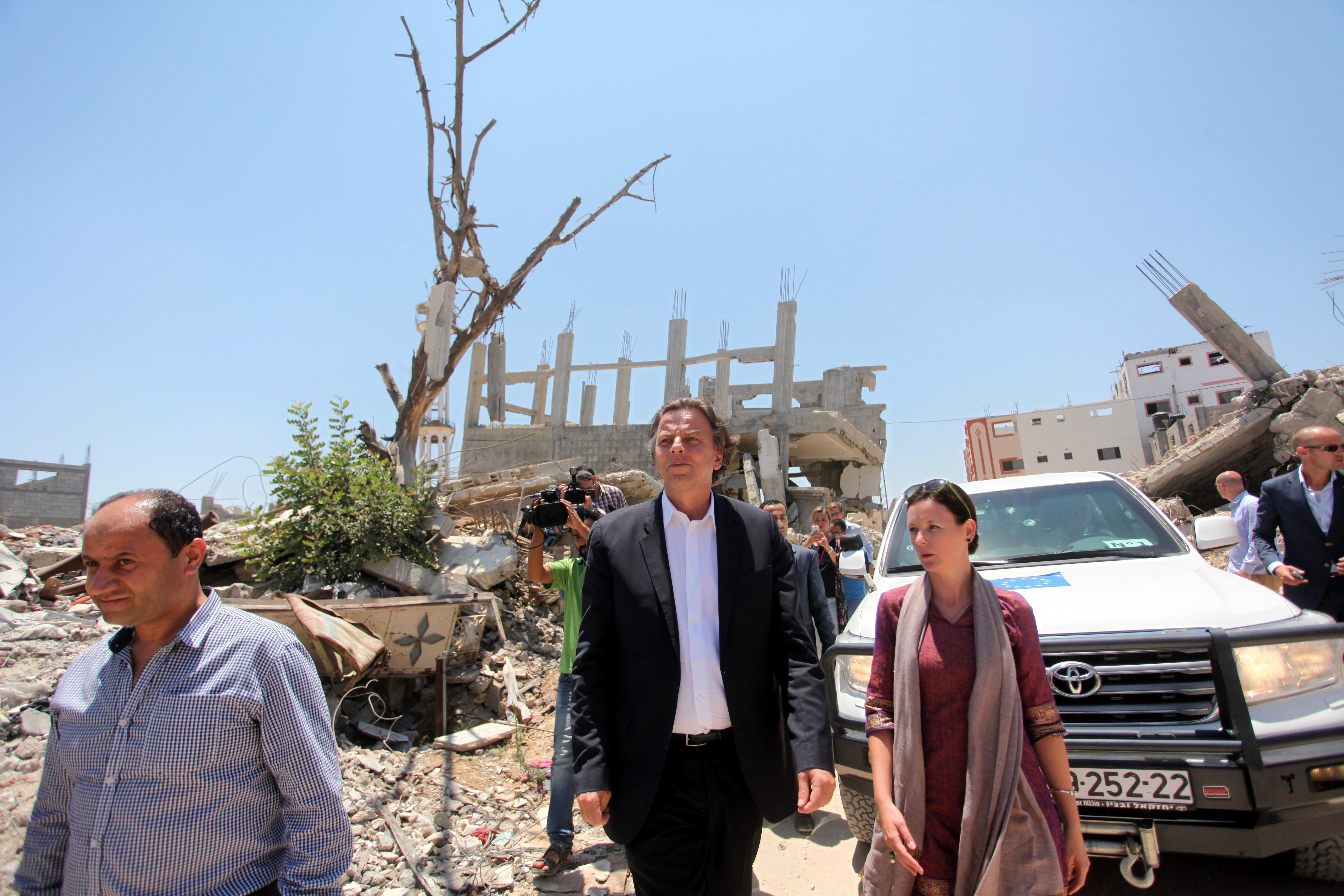
Koenders dans les territoires bombardés par Israël, en 2015.

D'abord perçu comme un fervent défenseur de la cause palestinienne, Koenders affirme qu'une solution à deux États est nécessaire pour faire cesser les hostilités. Cependant, en 2015, il demande un gouvernement d'unité nationale en Palestine pour faire avancer les discussions, et nuance sa position en déclarant qu'il ne fallait accorder la reconnaissance de l'État de Palestine qu'à un moment crucial dans les négociations de paix. Jouant le diplomate sur ce point, il espère que le sentiment de patrie à portée de main donné aux Palestiniens les raisonnera afin qu'ils déposent les armes. En octobre de la même année, alors qu'une vague de violence agite Israël, il appelle l'État hébreu à réagir de « manière proportionnée » aux attaques palestiniennes au couteau et à la voiture-bélier.

### Union européenne, Russie et États-Unis
Bert Koenders affirme que l'UE doit parler d'une unique voix sur les dossiers internationaux pour être entendue : les frappes aériennes russes en Syrie (il veut que l'aviation russe ne vise que Daech en non des rebelles), la crise migratoire des années 2010 (il milite pour un accueil des réfugiés fuyant la guerre), ou encore la crash du vol MH17 (il presse l'ONU et la Russie à rendre des comptes dans ce dossier, en passant par l'application du protocole de Minsk). Tout comme son Premier ministre, il pense qu'un Brexit affaiblirait l'Union, et vice-versa. Il se montre moins critique envers la Russie que Timmermans avant lui, tout en renforçant les liens entre les Pays-Bas et l'OTAN, et les États-Unis.

### Fonds humanitaires et droits de l'homme
En 2015, Koenders débloque un fonds pour financer une opération de déminage en Irak. Poussant pour un meilleur respect des droits de l'Homme dans les régions arabes (en Arabie saoudite, au Qatar et au Yémen en particulier), il participe en octobre dernier à une réunion bilatérale avec des représentants chinois pour faire un bilan de la situation du pays en matière de libertés, ce qu'avait déjà fait en 2013 son prédécesseur.

## Prix et distinctions
- Ordre de la Volta (2008)[4]